# サン・ジョルジョ・ルカーノ
サン・ジョルジョ・ルカーノ（イタリア語: San Giorgio Lucano）は、イタリア共和国バジリカータ州マテーラ県にある、人口約1,200人の基礎自治体（コムーネ）。

## 地理

### 位置・広がり

#### 隣接コムーネ
隣接するコムーネは以下の通り。括弧内のPZはポテンツァ県、CSはコゼンツァ県所属を示す。
- チェルソージモ (PZ)
- ノカーラ (CS)
- ノエーポリ (PZ)
- オリオーロ (CS)
- セニーゼ (PZ)
- ヴァルシンニ